# Utricularia bisquamata
Utricularia bisquamata är en tätörtsväxtart som beskrevs av Franz von Paula Schrank. Utricularia bisquamata ingår i släktet bläddror, och familjen tätörtsväxter. Inga underarter finns listade i Catalogue of Life.

## Bildgalleri

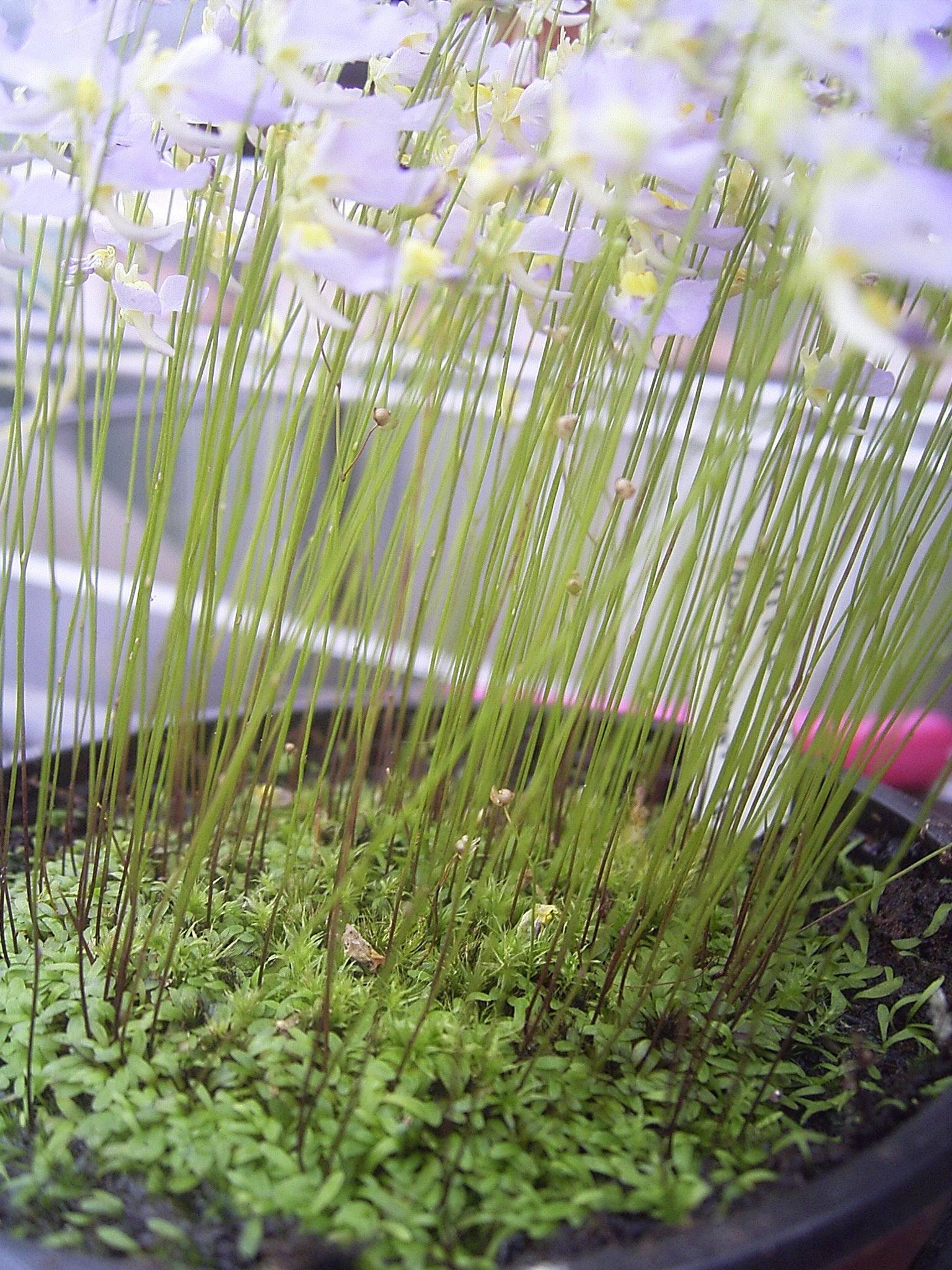
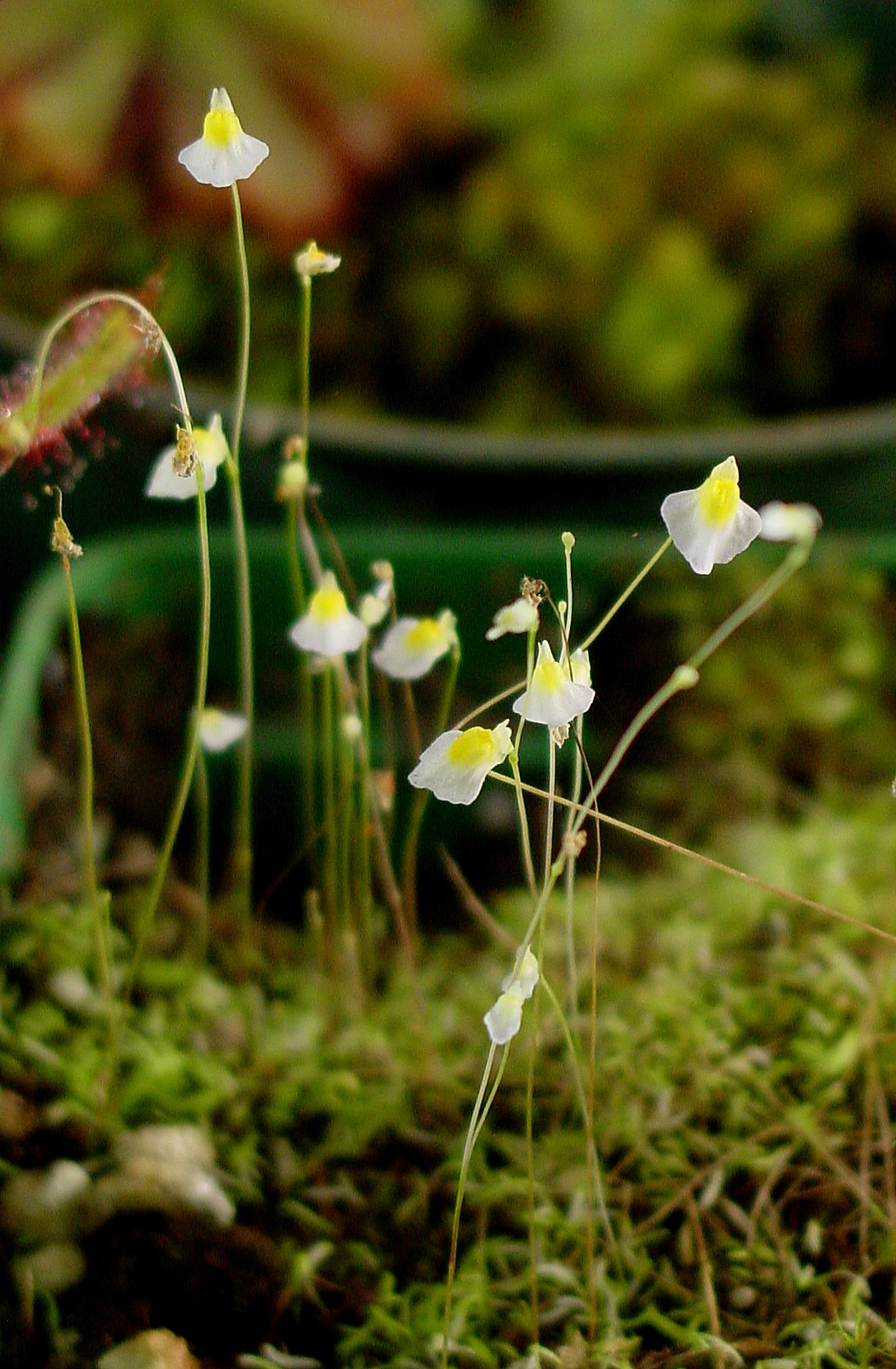
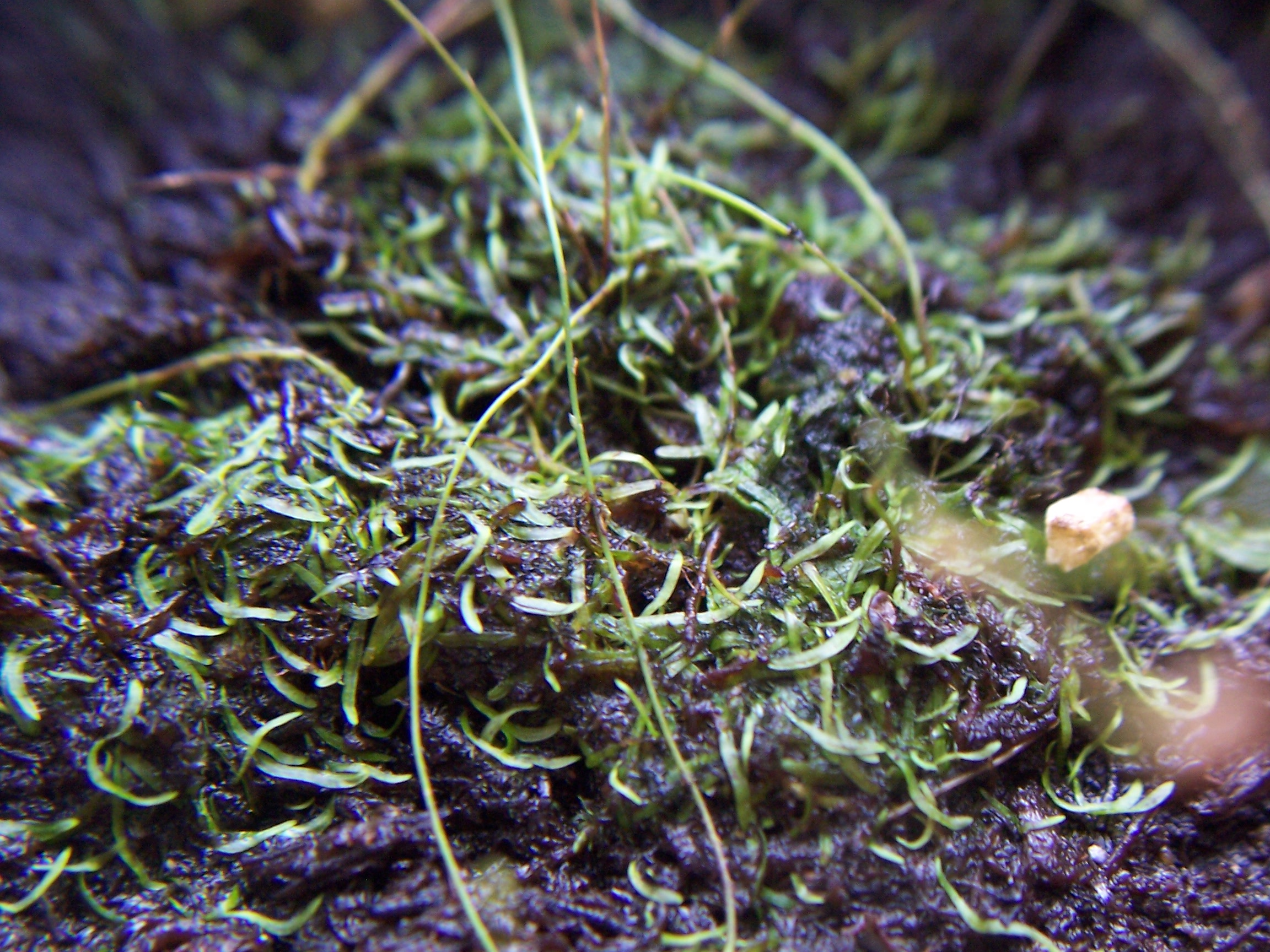
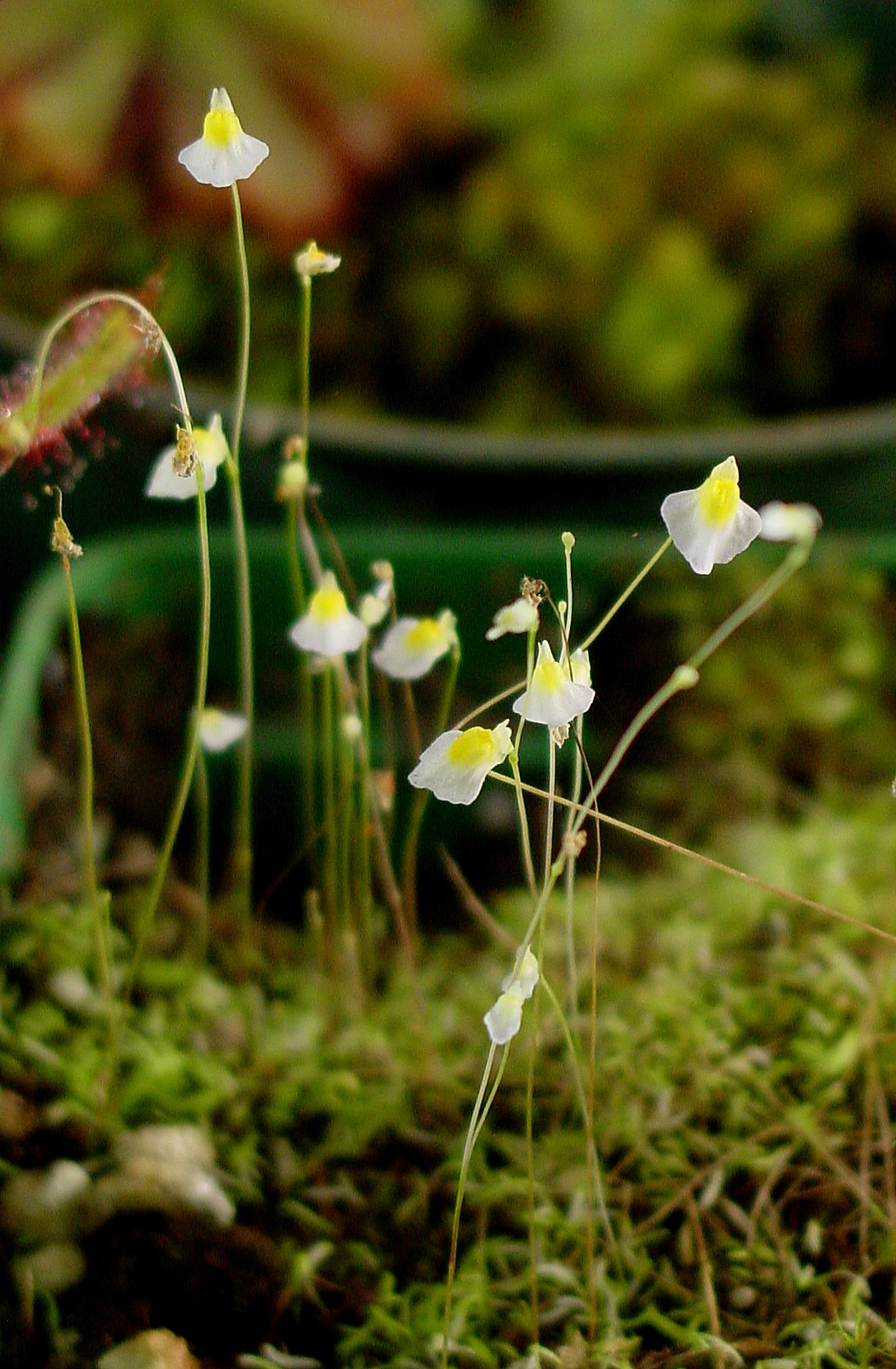